# Коротков, Константин Александрович
Константин Александрович Коротков (1920—1945) — сержант Рабоче-крестьянской Красной Армии, участник Великой Отечественной войны, Герой Советского Союза (1943).

## Биография
Константин Коротков родился 21 февраля 1920 года в Москве. После окончания семи классов школы и школы фабрично-заводского ученичества работал сначала на заводе «Серп и Молот», затем в Мытищинском институте гигиены имени Эрисмана. Активно занимался боксом, стал чемпионом ВЦСПС в наилегчайшем весе в 1940 году. В 1940 году Коротков был призван на службу в Рабоче-крестьянскую Красную Армию. Служил на Дальнем Востоке. Продолжал заниматься боксом, был чемпионом Хабаровского края. С февраля 1943 года — на фронтах Великой Отечественной войны, был заряжающим миномёта миномётной роты и одновременно комсоргом батальона 30-го гвардейского воздушно-десантного полка 10-й гвардейской воздушно-десантной дивизии 37-й армии Южного фронта. Отличился во время битвы за Днепр.
В ночь с 30 сентября на 1 октября 1943 года Коротков в числе первых переправился через Днепр в районе села Мишурин Рог Верхнеднепровского района Днепропетровской области Украинской ССР и принял активное участие в захвате плацдарма. Заменив собой раненного командира роты, он со своими бойцами успешно захватил южную окраину Мишурина Рога. Под его руководством рота отразила 8 вражеских контратак. В том бою Коротков получил тяжёлое ранение, но продолжал сражаться до выполнения боевой задачи.
Указом Президиума Верховного Совета СССР от 20 декабря 1943 года за «образцовое выполнение боевых заданий командования на фронте борьбы с немецкими захватчиками при форсировании Днепра, завоевании плацдарма и проявленные при этом мужество и героизм» гвардии сержант Константин Коротков был удостоен высокого звания Героя Советского Союза с вручением ордена Ленина и медали «Золотая Звезда» за номером 3166.
Вернувшись после госпиталя на фронт, Коротков участвовал в освобождении Венгрии и Австрии. 31 марта 1945 года он погиб в бою за город Поттенштайн. Похоронен в братской могиле в австрийском городе Оберпуллендорф.
Был также награждён орденом Красной Звезды и медалью «За боевые заслуги».

## Память
- С 1961 года в Хабаровске проводится ежегодный (с перерывом) турнир по боксу памяти Константина Короткова (с 2009 года имеет статус международного турнира категории «А»).